# Барнс, Джонатан
Джонатан Барнс (англ. Jonathan Barnes; род. 26.12.1942, Шропшир) — британский философ-античник. Профессор Оксфорда (1989-94), Университета Женевы (1994—2002), Сорбонны (эмерит с 2006 года). Член Британской академии (1987).
Старший брат писателя Джулиана Барнса.
Учился в Школе лондонского Сити и оксфордском Баллиол-колледже, почётный член которого с 1994 года, преподавал в нём в 1978—1994 годах (профессор с 1989 г.), а перед этим — с 1968 года — также в оксфордском Ориэль-колледже. В 1994—2002 гг. профессор Женевского университета. С 2006 года эмерит-профессор Сорбонны.
Женат с 1965 года, две дочери.
Иностранный почётный член Американской академии наук и искусств (1999).
Почётный доктор Берлинского университета (2012).